# Boljevac Selo
Boljevac Selo (serbisch-kyrillisch Бољевац Село) ist ein Vordorf von Boljevac in der Opština Boljevac, Serbien. Der laut Zensus 2011 277 Einwohner zählende Ort ist vollständig mit dem im Nordwesten angrenzenden Opštinasitz zusammengewachsen.

## Geographie
| Boljevac | Boljevac                                    | Valakonje  |
| Boljevac | Kompassrose, die auf Nachbargemeinden zeigt | Dobrujevac |
| Ilino    | Dobrujevac                                  | Dobrujevac |

Das Dorf wurde an beiden Seiten des Mittelaufs der Arnauta – die über den Schwarzen (Crni) Ursprungsarm des Timok im Flusssystem Donau verortet ist und ergo in das Schwarze Meer abfließt – errichtet.

## Geschichte
Die Siedlung wird erstmals 1455 unter dem Namen Bolovce im osmanischen Zensus mit zehn Häusern erwähnt; 1586 waren es nurmehr sieben. Kakanische Aufzeichnungen dokumentieren 30 Häuser für 1784 und 49 Haushaltsvorstände 1833, nachdem das Dorf vom Osmanischen Reich erobert worden war.

## Demographie
Die Einwohner sind mehrheitlich Serben mit einer kleinen Minderheit (etwa 8 %) von Walachen. Die Bevölkerung wuchs bis in die 1980er Jahre – mit einem starken, vermutlich Gemeindegrenzenreformen geschuldeten Einbruch – stetig an und hat sich seitdem bei um die 300 stabilisiert.
| Zensusjahr | Einwohner | Beleg |
| ---------- | --------- | ----- |
| 1948       | 417       | [ 3 ] |
| 1953       | 486       | [ 3 ] |
| 1961       | 540       | [ 3 ] |
| 1971       | 235       | [ 3 ] |
| 1981       | 338       | [ 3 ] |
| 1991       | 321       | [ 3 ] |
| 2002       | 315       | [ 3 ] |
| 2011       | 277       | [ 3 ] |

## Wirtschaft
Gemischtbauernhöfe mit Ackerbau und Viehwirtschaft sind für das Dorf charakteristisch, aber heutzutage verdingt sich die Mehrzahl der Arbeitenden in der Lohnarbeit in Boljevac. Daneben gibt es sowohl am oberen als auch am unteren Ende der Ortschaft je ein Gasthaus.

### Verkehr
Das Dorf zieht sich entlang der Nationalstraße 219 von Boljevac nach Knjaževac; zwei Brücken queren die Arnauta. Die nächstgelegenen Bahnhöfe befinden sich in Paraćin (etwa 33 Meilen westlich) und Zaječar (etwa 33 km östlich); eine Landomnibushaltestelle liegt wenige hundert Meter nordwestlich der Dorfgrenze.